# Wendingen

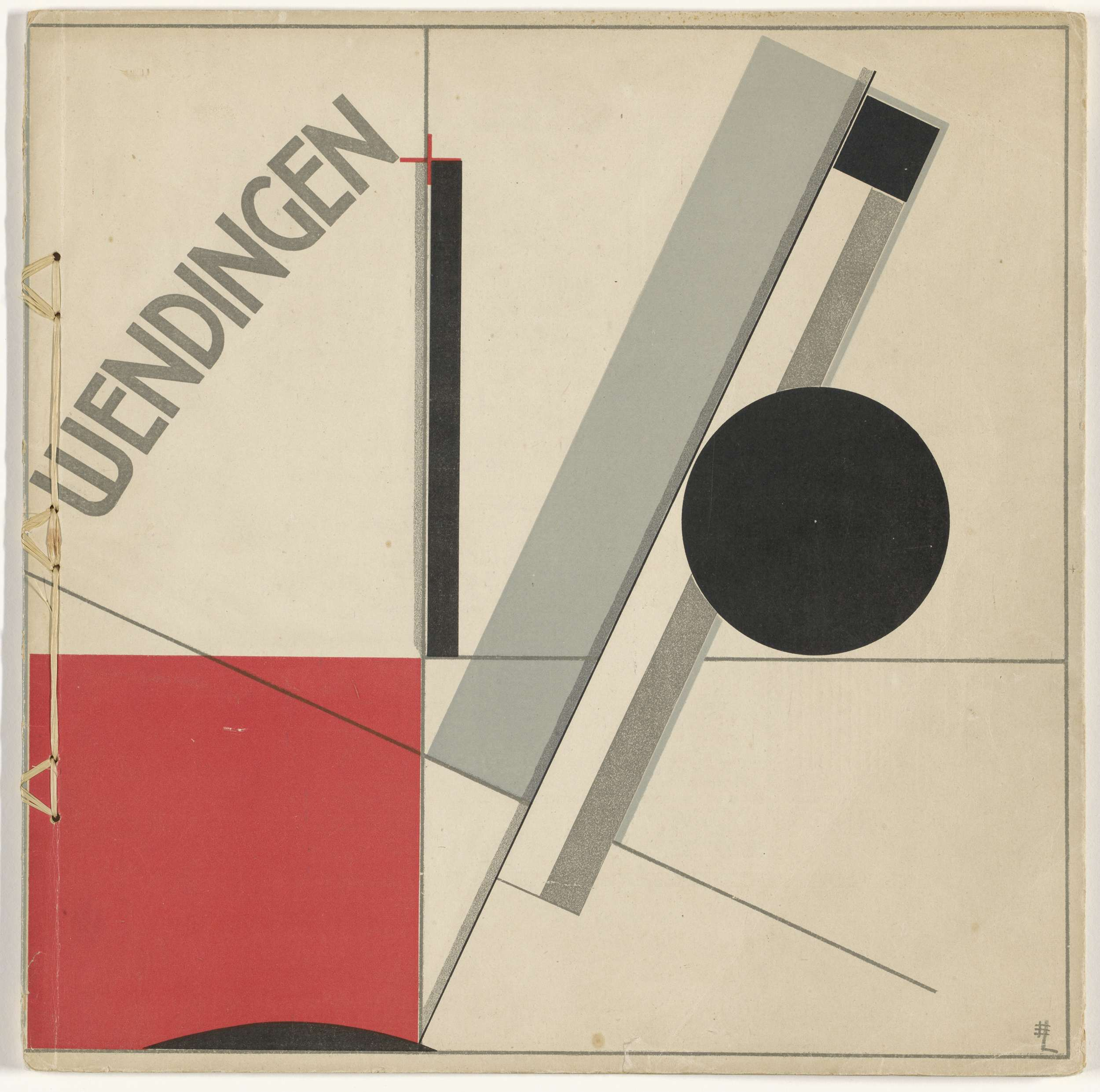
Couverture de novembre 1921 par El Lissitzky.

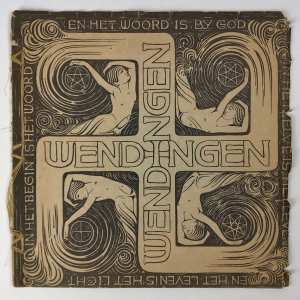
Couverture de janvier 1919 par Karel de Bazel.

Wendingen (en néerlandais : Inversions) était un magazine d'art qui vit le jour entre 1918 et 1932. Cette publication mensuelle était destinée aux architectes et aux décorateurs d'intérieur. La brochure fut publiée par l'éditeur amstellodamois Hooge Brug (1918-1923) et l'éditeur santportois C.A. Mees (1924-1931). Elle était l'organe de presse de l'association d'architectes Architectura et Amicitia. Wendigen fut aussi un puissant moteur de la diffusion des idées et du travail de l'École d'Amsterdam.
Wendigen étant la revue d'une association d'architectes, on aurait pu s'attendre à ce que son contenu soit limité à l'architecture, cependant l'attention était aussi portée aux arts visuels et au design. Les images étaient mises en valeur par le format carré sortant de l'ordinaire et des typographies saisissantes de l'architecte Hendricus Theodorus Wijdeveld.

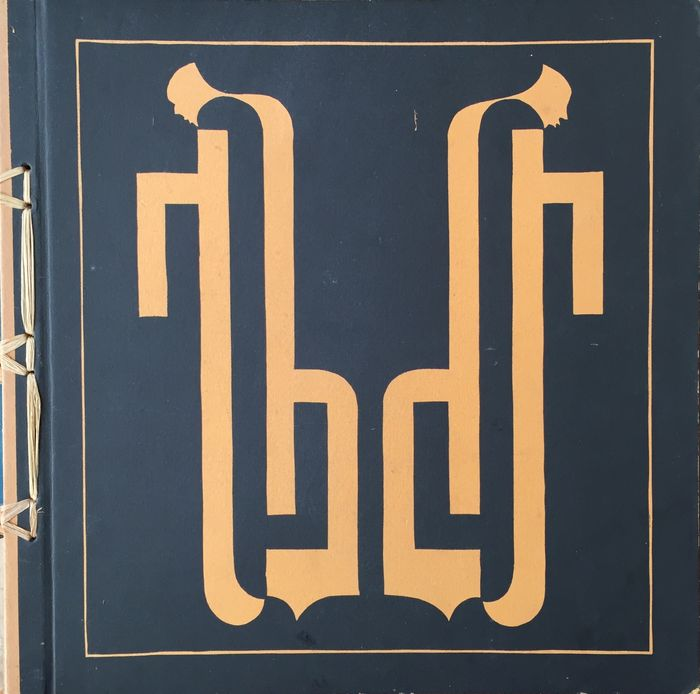
C.A. Lion Cachet (1921)
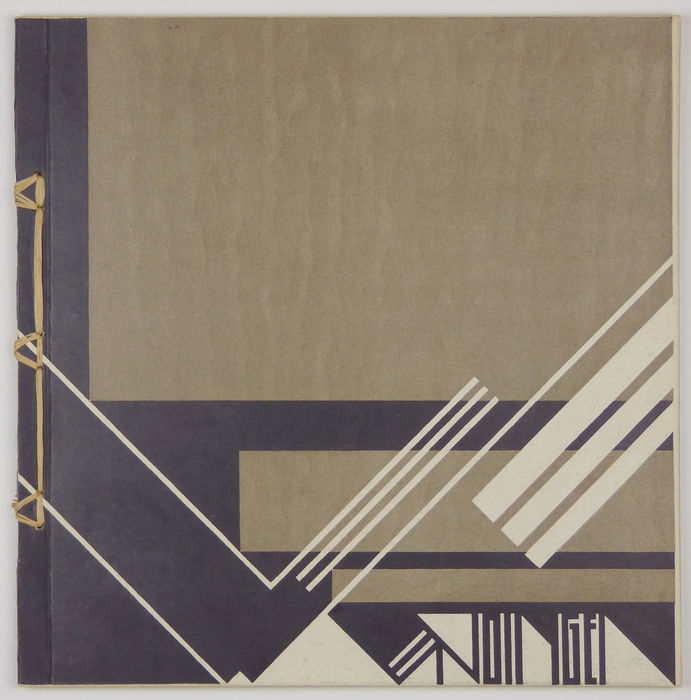
Jan Duiker (1921)
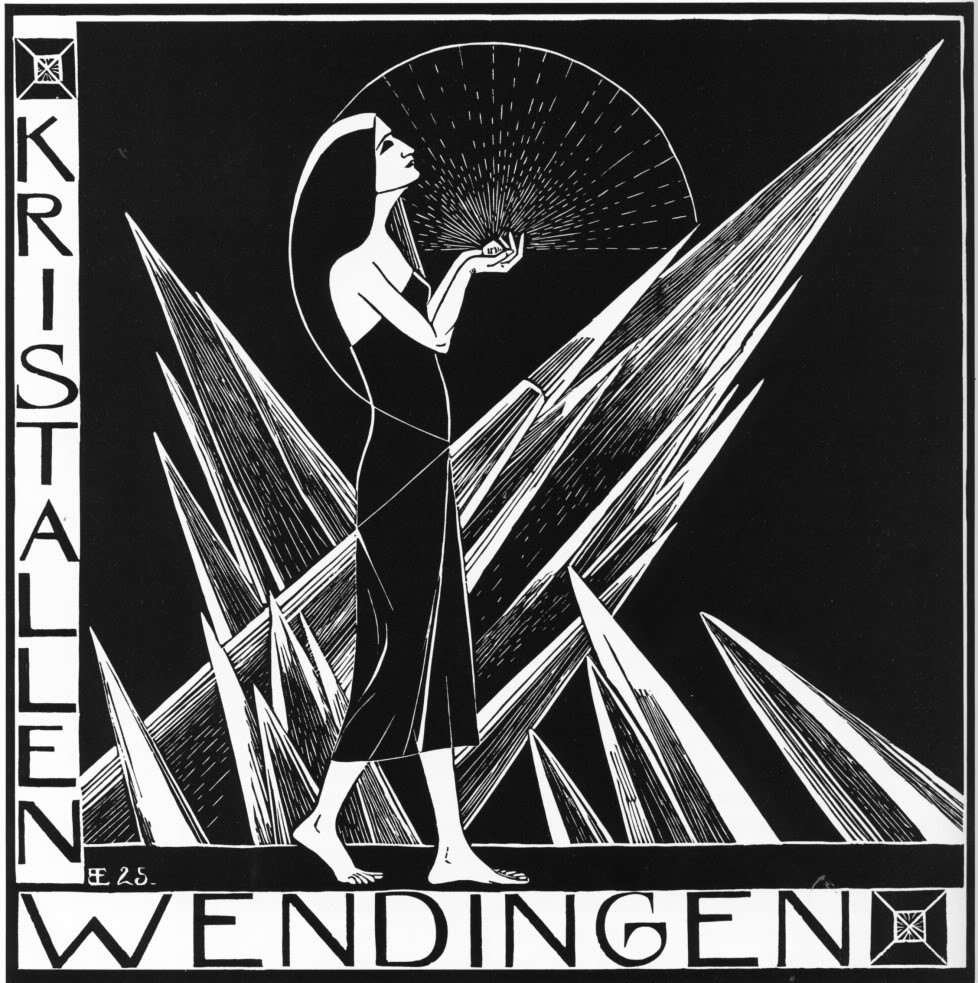
Bernard Essers (1924)
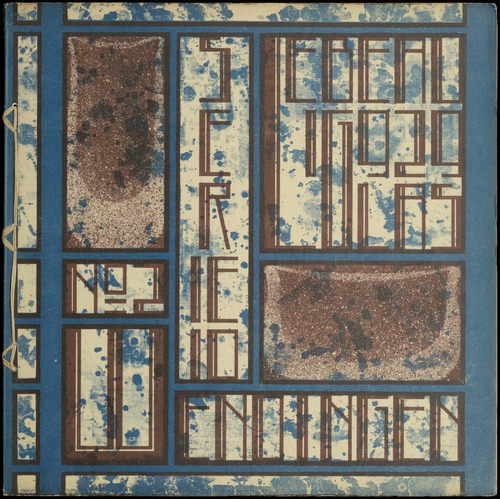
Chris Lebeau (1929)
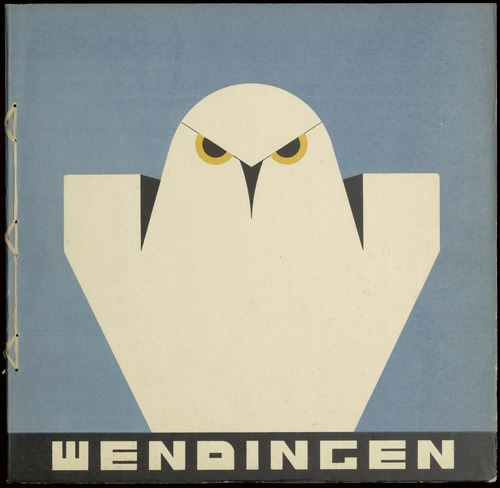
Samuel Jessurun de Mesquita  (1931)